# Stazione di Carrigtwohill
La stazione di Carrigtwohill  è una stazione ferroviaria della linea Cork-Youghal a  servizio di Carrigtwohill nella contea di Cork, Irlanda.

## Storia
Lo scalo fu aperto il 2 novembre 1859.
Fu chiusa al servizio passeggeri il 4 febbraio 1963 assieme al tronco Glounthaune – Youghal. Il servizio merci rimase in funzione fino al 2 dicembre 1974. Fu poi completamente chiusa il 6 settembre 1976.
Con la riapertura parziale della ferrovia tra Gounthaune e Midleton, la stazione fu ricostruita e riaperta al servizio passeggeri il 30 luglio 2009 al fine di utilizzarla nella linea Cork Kent – Midleton del servizio ferroviario suburbano di Cork.

## Strutture ed impianti
Il piazzale è composto da due binari. Il fabbricato viaggiatori originario è stato riconvertito come sala relè per il sistema di segnalamento della stazione.

## Movimento
La stazione è servita dalla linea Cork Kent – Midleton del servizio ferroviario suburbano di Cork.

## Servizi
- Servizi igienici
- Biglietteria self-service